# Lafif Lakhdar
Pour les articles homonymes, voir Lakhdar.
Lafif Lakhdar (parfois orthographié Afif Lakhdar ou Al-Afif Al-Akhdar, en arabe : العفيف الأخضر), né le 6 avril 1934 à Makthar et mort le 26 juillet 2013 à Montfermeil, est un intellectuel franco-tunisien.

## Biographie
Après des études de droit à l'université Zitouna de Tunis, il commence une carrière d'avocat. Militant socialiste, il s'est spécialisé dans le débat touchant la réforme du religieux dans le monde arabo-musulman, s'appuyant notamment sur des doctrines musulmanes de la séparation de l'État et de la religion. Il appelle à la réforme de l'enseignement dans le monde arabe et à l'abolition des dispositions juridiques contraires aux Droits de l'homme.
Il a collaboré notamment au quotidien londonien Al-Hayat (1997-2002), au journal Al-Quds al-Arabi, et au journal en ligne Elaph. Certains de ses articles ont été publiés en version française dans la revue Courrier international.
En 2010, il a participé au lancement du Projet Aladin, programme d'enseignement de l'histoire de la Shoah dans le monde arabo-musulman.

#### À propos de Lafif Lakhdar
- Shaker Al-Nabulsi, Devil's Advocate: A study of Alaffif Alakadir's Thought, 2005
- S. Hulf, P. Sookhdeo, Reforming Islam: Progressive Voices from the Arab Muslim World, 2014.